# Pietro Nosadini
Pietro Antonio Maria Umberto Nosadini (Bassano del Grappa, 15 de agosto de 1862 — Pádua, 25 de março de 1921) foi um padre católico e jornalista italiano. 
Desenvolveu atividade notável em várias paróquias da Itália como combativo defensor do ultramontanismo, fundando uma série de sociedades. Passou uma temporada no Brasil, nos primeiros tempos da imigração italiana no Rio Grande do Sul, sendo lembrado pela sua breve e tumultuada mas marcante passagem por Caxias do Sul, onde exerceu forte liderança na comunidade católica num dos períodos mais conturbados da história da cidade, e pelo seu pioneirismo no campo da imprensa regional. Também tem sido assinalado seu papel no processo de emancipação sociopolítica do colono italiano, contribuindo, através do elo comum da religião, para a união de grupos dispersos e culturalmente conflitantes, e para a criação de uma identidade coletiva onde o colono era retratado como um trabalhador incansável, ordeiro, moral e promotor do progresso e da civilização.

## Vida

### Primeiros anos

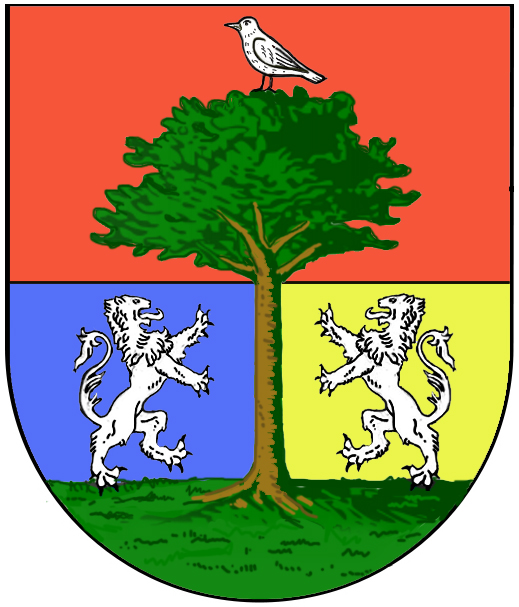
Brasão Nosadini.

Pietro Nosadini pertencia a uma antiga família de Bassano del Grappa, agregada ao patriciado de Bassano em 1691 e ao de Veneza em 1694. Foi o primeiro dos quatro filhos de Giuseppe Giovanni Battista Nosadini e Catterina Capellari. Desde antes de sua ordenação revelou-se um católico fervoroso. Engajou-se nas atividades da Juventude Católica Italiana, sendo secretário do Círculo de Bassano-Vêneto em 1884. Segundo Costamilan, foi também secretário de sua paróquia entre 1884 e 1889, e "apesar de sua pouca idade, afloravam os seus dotes de invulgar inteligência e de seu gênio empreendedor, segundo se constata nos livros históricos abordando a evolução da ação católica na Itália". Seu trabalho foi notado pela Academia Olímpica de Vicenza, que o cita muitas vezes em seus documentos, e por ocasião do Conclave Regional de Vicenza, que teve lugar em 20 de agosto de 1889, fez um discurso sobre o tema do Óbolo de São Pedro.
Pouco depois ingressou no seminário de Ceneda, onde estudou até 1894, depois dirigindo-se a Roma, onde obteve um diploma em Jornalismo. Em Roma foi um dos fundadores da Pia União de São João Berchmans, voltada a jovens de famílias abastadas, objetivando formar-lhes o espírito dentro da moldura de uma pura vida cristã. A sociedade foi aprovada pelo cardeal-vigário de Leão XIII em 12 de março de 1895, que nomeou Nosadini como seu primeiro diretor. A sociedade parece ter logo começado a colher bons frutos, visto que um relatório de atividades que Nosadini enviou ao papa em julho de 1895 foi respondido com elogios e incentivo ao seu trabalho. Não demoraria muito tempo em Roma, pois ainda não fizera seus votos perpétuos, proferidos em Ceneda em 25 de março de 1896, sendo ordenado padre e iniciando preparativos para um apostolado no Brasil, em conformidade com um plano de vida que definira em Roma.

### Atuação em Caxias do Sul
Chegou ao Brasil pouco depois de sua ordenação, dirigindo-se a Caxias do Sul, núcleo de uma próspera colônia italiana. Seu primeiro registro na vila é de 22 de maio de 1896, já como coadjutor do vigário da Igreja Matriz, Giovanni Battista Argenta. Pouco tempo depois, em 15 de julho de 1896, Nosadini sucedeu Argenta no governo da paróquia, época em que José Cândido de Campos Júnior era o intendente. Ligado à corrente ultramontana do catolicismo, Nosadini defendia a primazia da Igreja em todos os assuntos, quer seculares, quer religiosos, e combatia ferozmente o liberalismo, o cientificismo, o positivismo, a maçonaria e outras filosofias progressistas. Essas disputas ferviam no final do século XIX tanto na Itália quanto no Brasil.

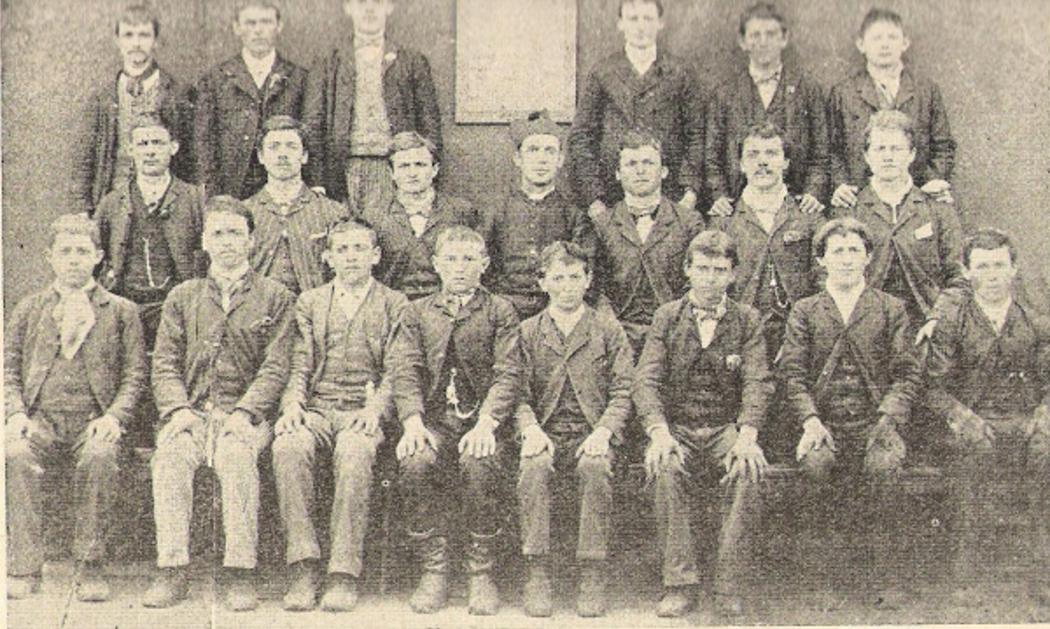
O padre Nosadini ao centro, com alunos da Escola Paroquial de Caxias do Sul.

Nosadini iniciou seu trabalho pastoral fundando uma série de comitatos (comitês) na sede urbana e em toda a zona rural, as Ligas Católicas, reunidas numa Federação, com o objetivo de fortalecer a influência da Igreja na região e dissolver as correntes progressistas, além de sustentar a luta pela devolução ao papa dos antigos Estados Pontifícios. Segundo Gustavo Valduga, Nosadini considerava hereges todos os que não se filiassem aos comitês e lhes recusava os sacramentos, e lançou uma campanha de desobediência civil contra as determinações do Poder Público que afrontassem os preceitos católicos ortodoxos. Ao mesmo tempo, fazia duras críticas ao governo de Campos e culpava a maçonaria pelo estado de tensão e desordem em que se encontrava a colônia italiana. A população local era maciçamente católica, ao passo que o Campos era grão-mestre da loja maçônica local Força e Fraternidade, a maioria das principais autoridades civis da vila estavam ligadas à maçonaria, e a ideologia do Partido Republicano Rio-Grandense, que estava no governo do estado e também da vila, era alinhada ao positivismo.
É de notar que o padre na época refutava as acusações citadas por Valduga, alegando ser um obediente cumpridor da lei que orientava seu rebanho a fazer o mesmo, além de dizer que jamais havia recusado os sacramentos a qualquer católico. De qualquer maneira, o fato é que não tardou para que suas posições desencadeassem uma forte oposição da Intendência, que via no padre um incitador de revoltas e um embaraço para seus propósitos. Assim, os confrontos e acusações entre ambos se multiplicaram, mas Nosadini em pouco tempo soube ganhar a estima da população. Segundo Maria Abel Machado, o padre sempre foi um defensor do povo e falava sua linguagem, recebendo muitas manifestações públicas de apreço. Ele também conquistou o apoio de importantes lideranças locais, como Caetano Costamilan, Salvador Sartori, João Michele, Antônio Moro, Luiz Michielin, Luiz Baldessarini e Ambrósio Bonalume. De acordo com Loraine Giron, o padre foi uma força poderosa no sentido de organizar e unificar a comunidade católica, e sob sua liderança "o movimento católico ganhava força e passou a ser temido". Eliana Alves e Márcia Sanocki consideram que, além do âmbito especificamente religioso, o padre foi um agente importante nas primeiras etapas do processo de emancipação política do colono e de formação de uma elite imigrante, que passou a disputar o poder com as autoridades de origem luso-brasileira, aproveitando, como observou Alves, a brecha criada pela falta de sintonia no seio da própria administração pública, uma vez que a Intendência representava uma facção de interesses, e o Conselho Municipal, outra. O próprio Conselho se encontrava dividido entre católicos e maçons, embora estes últimos prevalecessem. Com efeito, num contexto em que os imigrantes vinham de diferentes regiões italianas, e por isso eram herdeiros de antigas rivalidades culturais, sociais e políticas, e mesmo falavam dialetos às vezes quase incompreensíveis entre si, a religião foi um fulcro decisivo para a união de todos em torno de objetivos comuns. Nas palavras de Alves:
"Nosadini atuou como um intelectual de tipo rural, identificado por Gramsci como aquele membro ligado à massa social camponesa e pequeno-burguesa das cidades, o qual põe em contato a massa camponesa com a administração estatal ou local, o que lhe confere uma grande função político-social. [...] Padre Nosadini interpretou exatamente o papel atribuído ao intelectual de tipo rural, pois a organização dos colonos italianos, para solicitar resoluções de seus problemas, iniciou a partir de sua atuação. [...] Durante sua permanência em Caxias, o padre mobilizou os colonos de tal forma, em torno dos comitatos que, ao menor sinal de descontentamento, os católicos promoviam manifestações de desagrado, criticando sempre a administração".
Apesar do grande apoio que tinha, a tensão chegou a um ponto crítico e culminou em violência. Nosadini foi avisado por João de Barros Cassal, antigo chefe de polícia e membro da Junta governativa gaúcha de 1891, que sua vida corria perigo, e de fato ele veio a sofrer um atentado em 8 de fevereiro de 1897, quando a casa paroquial, sob a vista da população, foi cercada por um bando armado, liderado por Guido Livi, Angelo Chitolina e João Lourenço Vigo, que metralhou a residência e, invadindo-a, esfaqueou, espancou e raptou o padre, levando-o debaixo de um cabresto para uma região erma da zona rural, onde foi votado à morte. No entanto, na hora fatal seus algozes mudaram de ideia e o deixaram viver, sob a condição de que abandonasse Caxias imediatamente. Liberado, o padre dirigiu-se à casa de seu amigo Caetano Costamilan no distrito de Loreto para tratar de seus ferimentos, e depois refugiou-se em Nova Pádua.
O conflito que se instalara em Caxias a esta altura transbordara para as autoridades estaduais, que começaram a intervir. O bispo do Rio Grande do Sul, dom Cláudio Ponce de Leão, contrariando o desejo do Campos, confirmou-o no governo da paróquia de Caxias, e levou sua decisão ao presidente do estado Júlio de Castilhos, que ordenou ao intendente de Caxias garantir sua plena reintegração em suas funções. Isso não ocorreria senão passados alguns meses. Em 14 de junho de 1897 uma grande caravana de simpatizantes foi buscá-lo em Nova Pádua e o reconduziu a Caxias, sendo recebido em meio a homenagens, foguetório e festejos organizados pelos católicos.
Depois disso o Campos e Nosadini tentaram estabelecer um diálogo amistoso e uma cooperação, mas a paz pouco durou. Em 15 de outubro de 1897 começou a circular o primeiro jornal de Caxias, O Caxiense, órgão do Partido Republicano Rio-Grandense e vinculado diretamente à Intendência, e já na primeira edição o padre foi acusado de prejudicar as festividades cívicas comemorando a Unificação Italiana e a proclamação da República Riograndense. Poucos dias depois, a Banda Santa Cecília, financiada pela Municipalidade, passou a executar em via pública e sem justificativa apropriada o Hino Papal, despertando a indignação de Nosadini. Outros ataques ao padre e às Ligas Católicas se seguiram nas edições sucessivas d'O Caxiense.

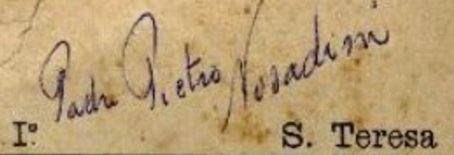
Assinatura do padre na primeira edição de Il Colono Italiano.

Em resposta, Nosadini fundou em 1º de janeiro de 1898 o segundo jornal da vila, Il Colono Italiano, utilizando-o para defender seus projetos e ideias, organizando também grandes assembleias populares reunindo as Ligas Católicas, em demonstrações de força. O ambiente bem rápido degenerou outra vez em conflito aberto. O intendente reuniu os principais líderes católicos e solicitou seu apoio para a remoção definitiva do padre e dissolver as Ligas por medida de prudência, e em 20 de março telegrafou ao Governo do Estado prevendo tragédias:
"Questão Nosadini agrava-se. Animosidade recrudesce. Trabalho insano acalmar ânimos. Domingo [13/03/1898] predicou verrinamente causando indignação. Ontem à noite [19/03/1898] fez reunião secreta casa Sartori e declarou aguardar a oportunidade para minha deposição motivada julgar eu inconveniente perigosa sua permanência paróquia. Colonos fanáticos aconselhados por ele são capazes tentar. Morrerei defendendo princípio autoridade".
A situação se precipitou, e em 24 de março de 1898 o intendente sofreu um suposto atentado a bala, acusando a família Sartori e Ambrósio Bonalume como mandantes. No entanto, não houve testemunhas e ele saiu ileso. O padre, apoiado pelos comitês católicos em peso, reagiu energicamente contra essas imputações e o historiador Angelo Ricardo Costamilan acredita que o atentado foi uma farsa armada pelo intendente para incriminar o padre e seus amigos e facilitar sua remoção da vila. O Governo do Estado novamente foi chamado a intervir por ambas as partes, que continuavam em guerra. Em meados de 1898 tanto O Caxiense quanto Il Colono Italiano deixaram de circular, e em dezembro, finalmente cedendo a múltiplas pressões, o bispo removeu Nosadini da paróquia.
Rosali Bergozza recordou ainda o interesse do padre pela educação, sendo o idealizador do Instituto Educativo Cristóforo Colombo, que não veio a se materializar pelas constantes disputas em que se envolveu.

### Anos finais
Após ser expulso de Caxias, o padre Nosadini voltou à Itália, sendo designado para trabalhar na Diocese de Concordia. Em 1899 lá conheceu o bispo brasileiro dom José de Camargo Barros, titular da Diocese de Curitiba, que estava participando do Concílio Latino-Americano, a quem pleiteou nomeação para alguma paróquia paranaense, obtendo seu consentimento. Em 21 de agosto de 1899 era recebido em Curitiba, sendo indicado para curar as almas das colônias de Rondinha, Timbutuva, Rio Verde e Campina, na região de Campo Largo e Antônio Rebouças, com residência em Rondinha. Porém, no final de 1900 solicitou dispensa em virtude do pouco trabalho que ali havia e das escassas condições que a pequena população tinha de manter um sacerdote. Deixou as colônias em 16 de março de 1901 e dirigiu-se à Itália.
Novamente em sua pátria, em 22 de setembro de 1901 foi nomeado deputado para vigilância escolar de Vigonovo, e no fim do ano era capelão, marcando presença defendendo a instalação de um órgão na igreja. Na ocasião registrou-se sobre ele: 
"Naquele dia [1º de janeiro de 1902] o capelão dom Pietro Nosadini, vulcânico padre bassanês recém retornado do Brasil depois de uma agitada experiência, subiu ao púlpito e fez uma prédica que permaneceria famosa por anos: 'Irmãos diletíssimos! Ano novo, vida nova! Para nós, vida nova significa órgão, pois estamos fartos do velho harmônio'. A prédica suscitou um mar de entusiasmo e um oceano de oposição: as pessoas de bom senso queriam que primeiro se pagasse as dívidas do campanário. Mas isso não servia como argumento, especialmente quando temos um dom Pietro, capaz de criar comitês, de lançar apelos e de recolher aplausos; o bom senso não é um argumento e, de fato, depois de 18 meses de lutas, de projetos, de ansiedade, o novo órgão está lá, monumental e cheio de novas dívidas".
Depois trabalhou em várias paróquias da Província de Vicenza, sempre fundando novas associações católicas. Em fins de 1908 estava em Ceneda, onde tornou-se oblato. Passou a servir a Diocese de Pádua e mais uma vez fez-se notar pela sua incansável combatividade, atuando como secretário do IV Grupo do Movimento Católico, associação de atuação destacada na região. Em 1912 era assistente eclesiástico da Federação Juvenil Diocesana e no mesmo ano organizava o Círculo Juvenil na paróquia de Santa Maria Assunta em Saccolongo. No ano seguinte é citado como proprietário de um altar na Igreja do Santíssimo Redentor em Fellette. Depois aparece como ecônomo espiritual da paróquia de Selvazzano. Terminou seus dias em 25 de março de 1921 como capelão curado dos Irmãos Menores dos Pobres Idosos, em Pádua, no dia em que completava o 25º aniversário de sua ordenação sacerdotal. Em 28 de dezembro de 1959 a Prefeitura de Caxias batizou uma rua com o seu nome.

## Il Colono Italiano

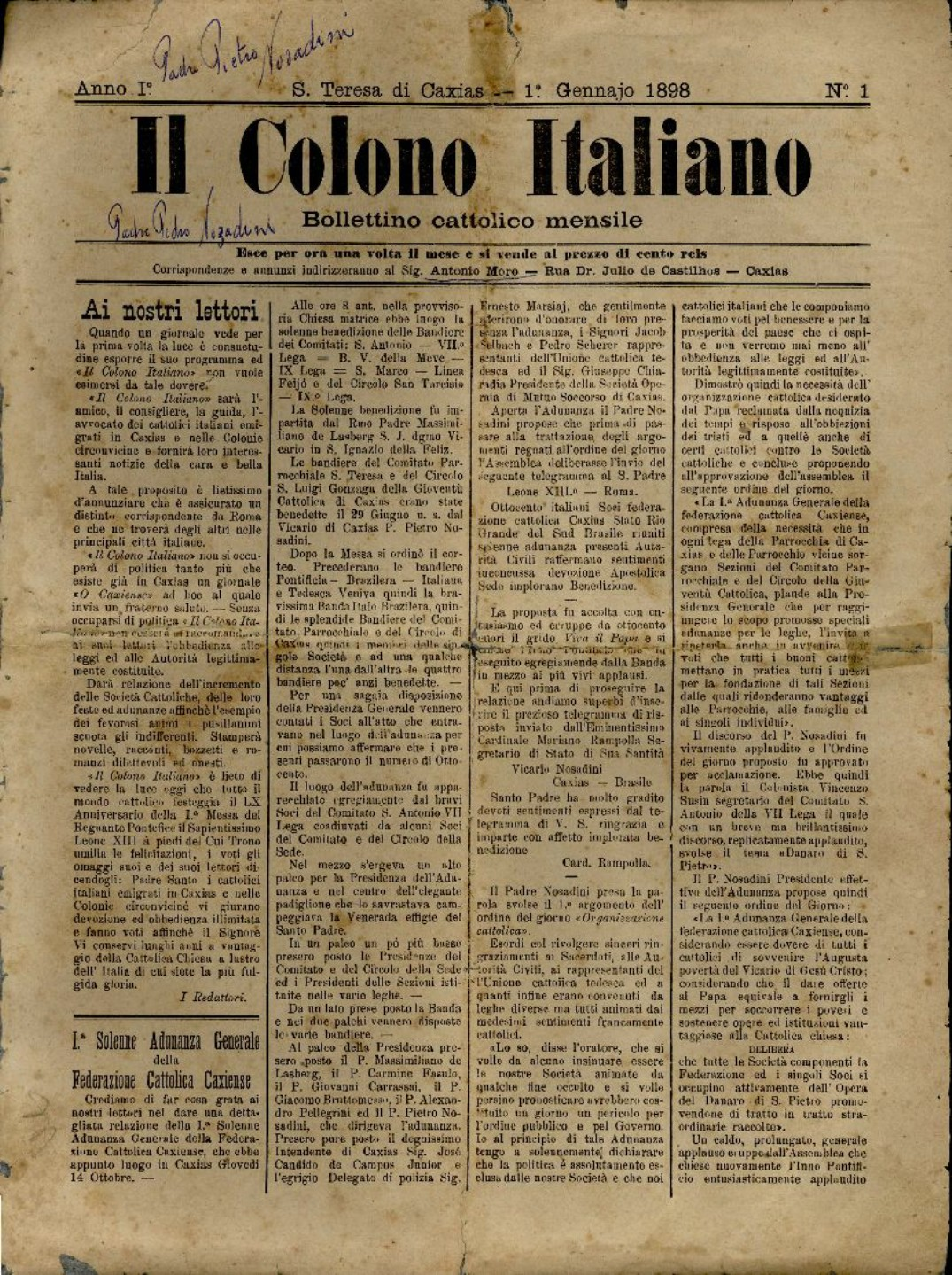
Primeira página da primeira edição do Il Colono Italiano, com a assinatura de Pietro Nosadini.

O jornal fundado pelo padre, Il Colono Italiano, Bollettino Cattolico Mensile,Ver nota  tem sido lembrado por vários historiadores pelo papel que desempenhou na história política e religiosa da cidade. Lançado em 1° de janeiro de 1898 e impresso em Porto Alegre, em sua primeira edição apresentava seu programa:
"Il Colono Italiano será o amigo, o conselheiro, o guia, o advogado dos católicos italianos imigrados em Caxias e nas colônias circunvizinhas. Fornecerá a eles interessantes notícias da querida e bela Itália. Com tal propósito tem o prazer de anunciar que tem um distinto correspondente em Roma e que encontrará outros nas principais cidades italianas. Il Colono Italiano não se ocupará de política, já que existe em Caxias O Caxiense — ao qual se envia uma saudação fraternal. Sem se ocupar de política, Il Colono Italiano não cessará de recomendar a seus leitores a obediência às leis e às autoridades legitimamente constituídas. Dará a relação do desenvolvimento das Sociedades Católicas, de suas festas e ações a fim de que sirvam de exemplo de ânimo fervoroso aos covardes e aos indiferentes. Publicará novelas, estórias e romances divertidos e honestos".
Rovílio Costa, Loraine Giron e Gustavo Valduga apontaram a ambiguidade desta declaração de intenções, pois se iria proteger e guiar os "italianos", a despeito de sua alegação de defender as autoridades constituídas, ficava implícito que os interesses da italianidade sobrepujariam os brasileiros. De fato, naquela época poucos imigrantes se consideravam brasileiros, e o jornal era escrito em italiano. Nessa concepção, estava incluída uma fidelidade irrestrita à autoridade papal, que ficava declarada logo na sequência, quando o padre se dirigia ao papa afirmando que "os católicos italianos imigrados em Caxias e nas colônias vizinhas vos juram devoção e obediência ilimitada". Ao mesmo tempo, o jornal se empenhava no combate à maçonaria e a outras filosofias progressistas. Giron assinalou que enquanto O Caxiense "tinha uma retórica nacionalista e conservadora, defendendo o governo de Júlio de Castilhos e seu poder centralizado, Nosadini tinha um discurso de clara defesa ao papa, então prisioneiro do Vaticano. [...] Seu discurso é duplamente subversivo, pois a um tempo ataca o Reino da Itália, do qual é súdito, e como estrangeiro se manifesta politicamente, o que era proibido".  Como referiu Valduga, "o periódico nascia em meio às desavenças e às disputas regionais, e por mais que quisesse se afastar delas, via-se sempre envolvido em questões que lhe diziam respeito".
Segundo Márcia Sanocki, o jornal é um bom espelho das contradições sobre as quais se assentaram os fundamentos da criação de uma elite colonial, que procurava se afirmar politicamente e buscava na população operária e campesina o apoio necessário, mas muitas vezes se opondo ao Poder Público, e nestas lutas pelo poder a Igreja e seu veículo deram esse apoio desejado, "sempre ao lado do nascente grupo mercantil e industrial local". O jornal também colaborou para a construção de uma imagem do colono como um trabalhador incansável, ordeiro, pacifista, promotor de progresso e criador de riquezas, uma ideologia que ganharia ímpeto progressivo nas primeiras décadas do século XX e que constituiu naquela época uma das mais fortes marcas identitárias da sociedade caxiense, criando um rico folclore que dura até hoje. Paralelamente, o jornal defendia que o trabalho por si tem valor edificante, mas o progresso vaticinado para a colônia só poderia ocorrer sob os preceitos norteadores da religião. Era evidente que o conteúdo do jornal, naquele contexto, trazia um elemento explosivo. Por força dos conflitos, em agosto de 1898 ele saiu de circulação. No balanço de Valduga, 
"A primeira experiência da imprensa católica na região colonial durara apenas oito meses e sucumbira aos choques políticos entre o clero e a maçonaria. No entanto, este jornal já dera as diretrizes básicas em que iria se basear a imprensa católica regional, isto é, a defesa incondicional do papado, associando a identidade imigrante à figura do católico italiano ordeiro e trabalhador".